# Fuldera
Fuldera ([fʊlˈderɐ]ⓘ) ist eine Fraktion der Gemeinde Val Müstair im Kanton Graubünden, Schweiz.
Bis Ende 2008 bildete sie eine eigenständige Gemeinde. Per 1. Januar 2009 fusionierte Fuldera mit den übrigen Schweizer Gemeinden der Talschaft (Lü, Müstair, Santa Maria Val Müstair, Tschierv und Valchava) zur heutigen Gemeinde Val Müstair.

## Geographie

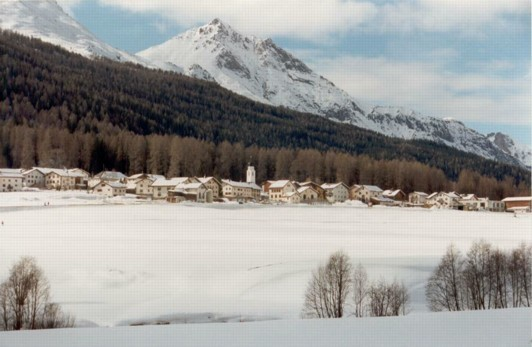
Das Dorf Fuldera im Münstertal

Fuldera liegt auf einem nach Nordosten geneigten Schuttfächer rechts des Rombaches und besteht aus den beiden Ortsteilen Fuldera-Dora und Fuldera-Daint. Vom gesamten ehemaligen Gemeindeareal von 1'319 ha sind 491 ha von Wald und Gehölz bedeckt. Fast ebenso viel, nämlich 480 ha, sind unproduktive Fläche (meist Gebirge). Weitere 329 ha können landwirtschaftlich genutzt werden – davon sind rund 60 % Alpwirtschaften. Die restlichen 10 ha sind Siedlungsfläche.
Fuldera grenzte an Lü, Tschierv und Valchava.

## Geschichte

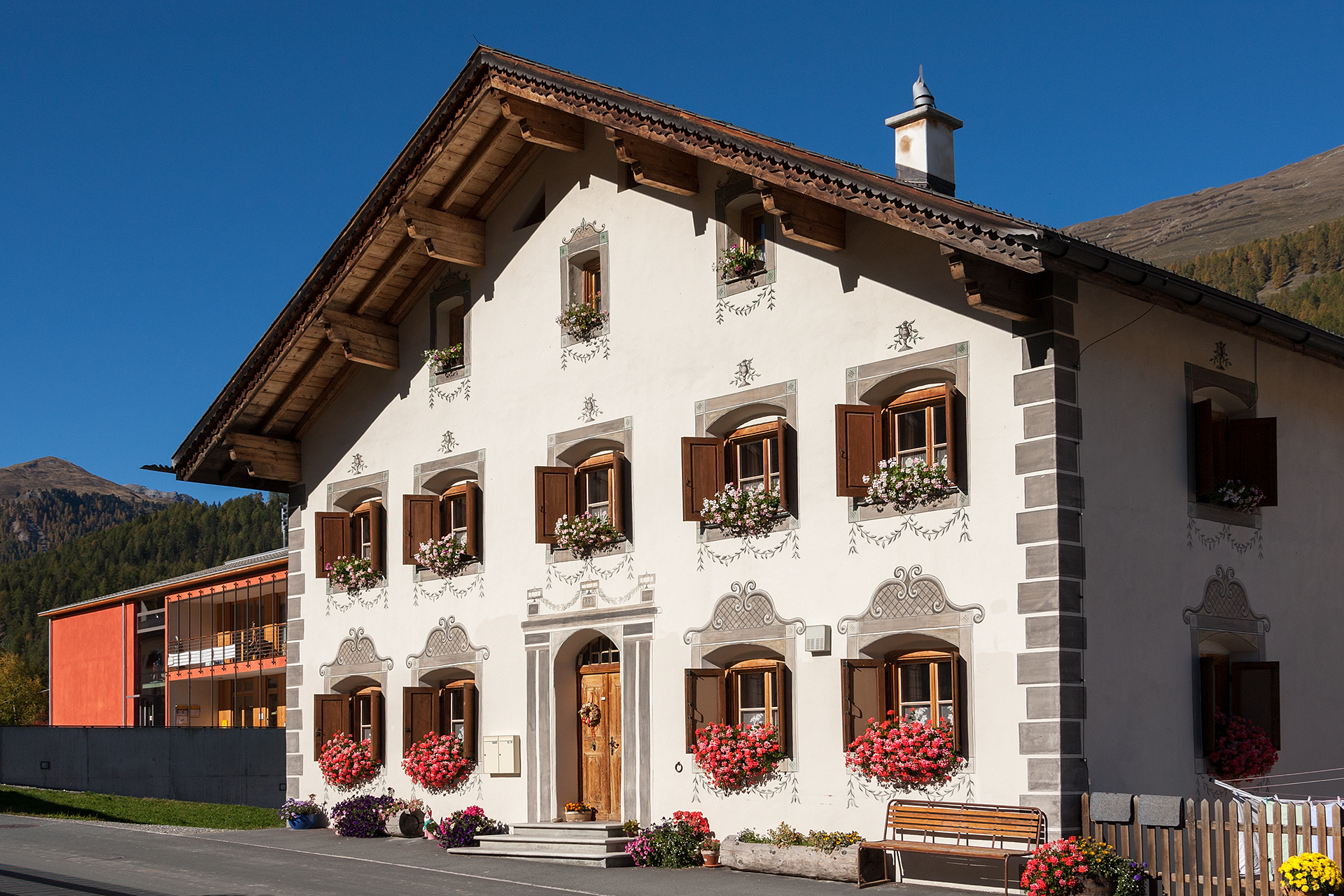
Gemeindeverwaltung (links)

Der Ort wurde 1322 als Faldiera erwähnt. Der Name leitet sich von lat. fundaria «Schmelzofen» ab und bezeichnete das ganze innere Tal sowie das Gebiet um Buffalora auf der Engadiner Seite des Ofenpasses, wo sich Bergwerke befanden. An der Abzweigung des Weges nach Lü wird eine römische Taverne vermutet. Im Spätmittelalter trieb das Kloster Müstair in Fuldera den Landesausbau voran. Fuldera wurde während des Schwabenkriegs und der Bündner Wirren zerstört. Um 1530 setzte sich die Reformation durch. Nachgewiesen ist eine Rochuskirche, 1708 erfolgte der Bau der heutigen reformierten Kirche; ab 1714 hatte Fuldera einen eigenen Pfarrer. 1762 wurde das Münstertal von allen österreichischen Rechten losgekauft.
Für die zweite Hälfte des 19. Jahrhunderts ist eine starke Abwanderung zu beobachten. 1854 wurde Fuldera eine selbstständige Gemeinde, 1870 bis 1872 erfolgte der Ausbau der Ofenpassstrasse. Während des Zweiten Weltkrieges wurde die Ebene Palü dals Lais im Zuge des sogenannten Plan Wahlen entsumpft. Ab den 1960er Jahren pflegte das noch mehrheitlich romanischsprachige Fuldera einen sanften Tourismus.

## Wappen
| Wappen von Fuldera | Blasonierung: «In Blau ein springender silberner (weisser) Schimmel»                                          |
| Wappen von Fuldera | Das Bild des Gemeindewappens wurde auf Grund der Überlieferung eines unverbürgten alten Siegelmotivs gewählt. |

## Bevölkerung
| Bevölkerungsentwicklung | Bevölkerungsentwicklung | Bevölkerungsentwicklung | Bevölkerungsentwicklung | Bevölkerungsentwicklung | Bevölkerungsentwicklung | Bevölkerungsentwicklung | Bevölkerungsentwicklung | Bevölkerungsentwicklung | Bevölkerungsentwicklung | Bevölkerungsentwicklung |
| ----------------------- | ----------------------- | ----------------------- | ----------------------- | ----------------------- | ----------------------- | ----------------------- | ----------------------- | ----------------------- | ----------------------- | ----------------------- |
| Jahr                    | 1835                    | 1870                    | 1900                    | 1910                    | 1941                    | 1970                    | 1980                    | 2000                    | 2004                    | 2007                    |
| Einwohner               | 123                     | 155                     | 98                      | 115                     | 113                     | 116                     | 100                     | 115                     | 127                     | 121                     |

### Bevölkerungsentwicklung

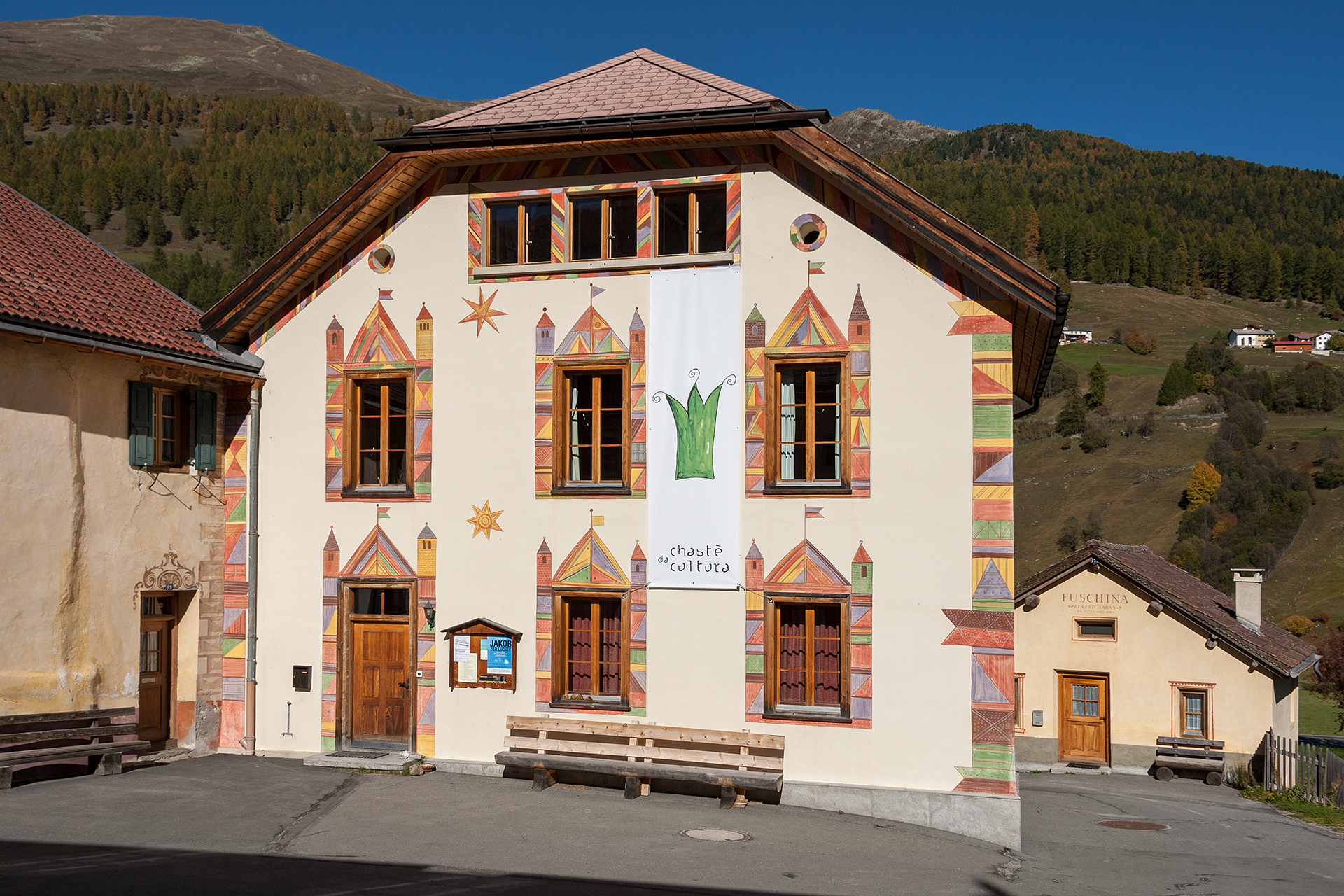
Kulturhaus

Die Einwohnerzahl ging durch eine starke Abwanderung zwischen 1835 und 1850 stark zurück (1835–1850: - 31,3 %). Nach einem grossen Wachstum in den darauf folgenden zwanzig Jahren folgte zwischen 1870 und 1900 eine weitere Auswanderungsperiode (insgesamt 1835–1900: - 45,3 %). Danach pendelte die Bevölkerungszahl (mit Ausnahme des Jahres 1930 mit 94 und 1980 mit 103 Einwohnern) jahrzehntelang um die Marke von 115–120 Einwohnern. Derzeit ist eher wieder ein Wachstumsschub festzustellen (1980–2004: + 27,0 %).

### Sprachen
In Fuldera spricht man von jeher Bündnerromanisch, genauer die Mundart Jauer. Zwischen 1880 und 1980 hat sich die Entwicklung zu einer einheitlichen Sprache sogar noch verstärkt (1880: 80 %, 1941 89 % und 1980 95 % mit romanisch als Muttersprache). Insgesamt beherrschten 1990 93 % der Bewohner, im Jahr 2000 92 % die Sprache als Haupt- oder Zweitsprache. Einzige Amtssprache der Gemeinde ist romanisch. Doch steigt auch hier der Anteil der deutschsprachigen Minderheit, wie die folgende Tabelle zeigt:
| Sprachen in Fuldera |                   |                   |                   |                   |                   |                   |
| Sprachen            | Volkszählung 1980 | Volkszählung 1980 | Volkszählung 1990 | Volkszählung 1990 | Volkszählung 2000 | Volkszählung 2000 |
| Sprachen            | Anzahl            | Anteil            | Anzahl            | Anteil            | Anzahl            | Anteil            |
| Deutsch             | 5                 | 5,00 %            | 17                | 16,19 %           | 27                | 23,48 %           |
| Rätoromanisch       | 95                | 95,00 %           | 87                | 82,86 %           | 86                | 74,78 %           |
| Italienisch         | 0                 | 0,00 %            | 1                 | 0,95 %            | 1                 | 0,87 %            |
| Einwohner           | 100               | 100 %             | 105               | 100 %             | 115               | 100 %             |

### Religionen – Konfessionen

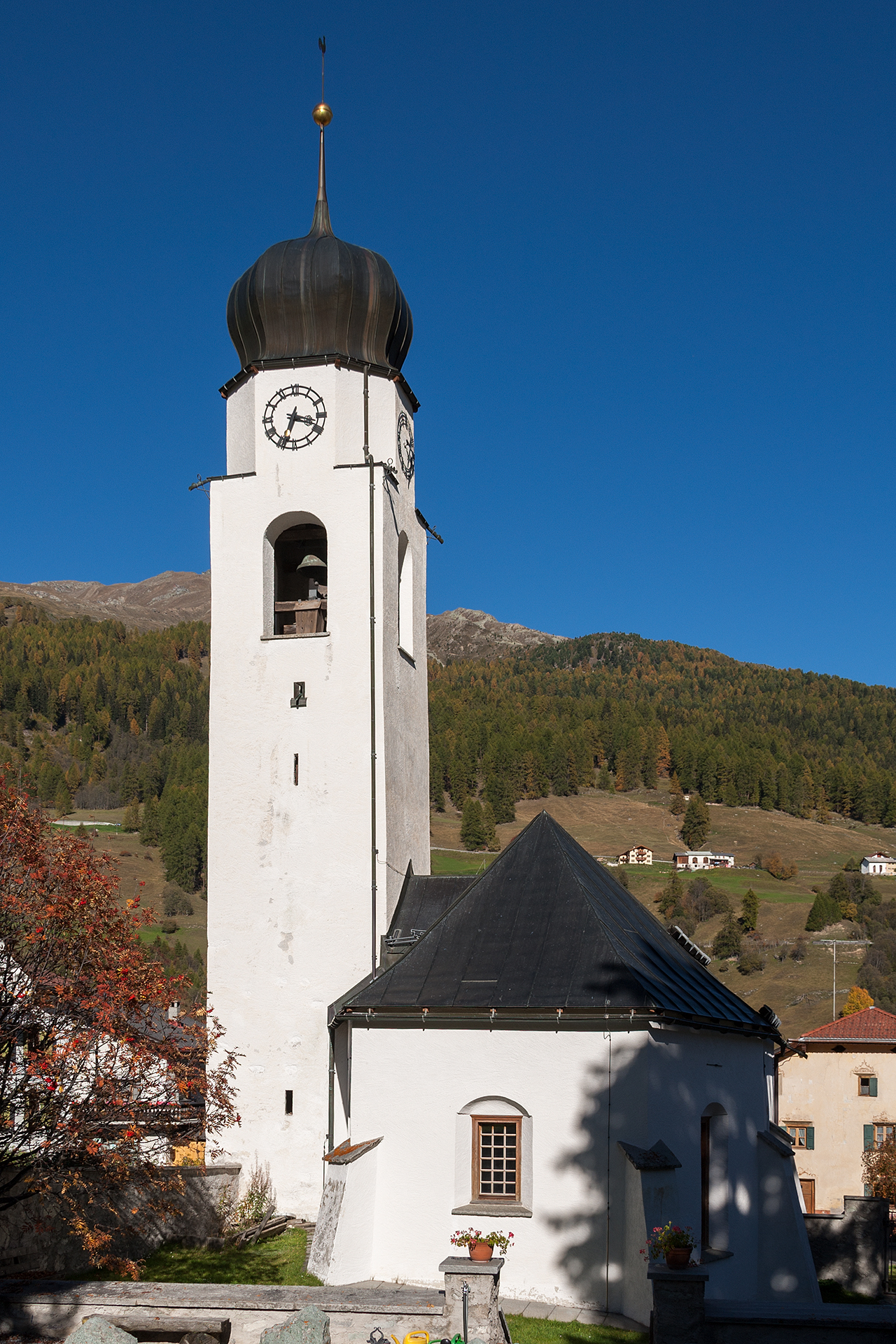
Kirche

Fuldera nahm um 1530 die neue (reformierte) Lehre an, die während Jahrhunderten dominierte. Durch Zuwanderung haben sich die religiösen Verhältnisse in den letzten Jahrzehnten stark verändert. Im Jahr 2000 gab es 57,39 % evangelisch-reformierte- und 41 % römisch-katholische Christen. Daneben fand man je 1 % Konfessionslose und Einwohner, welche keine Angaben zu ihrem Glaubensbekenntnis machten.

### Herkunft – Nationalität

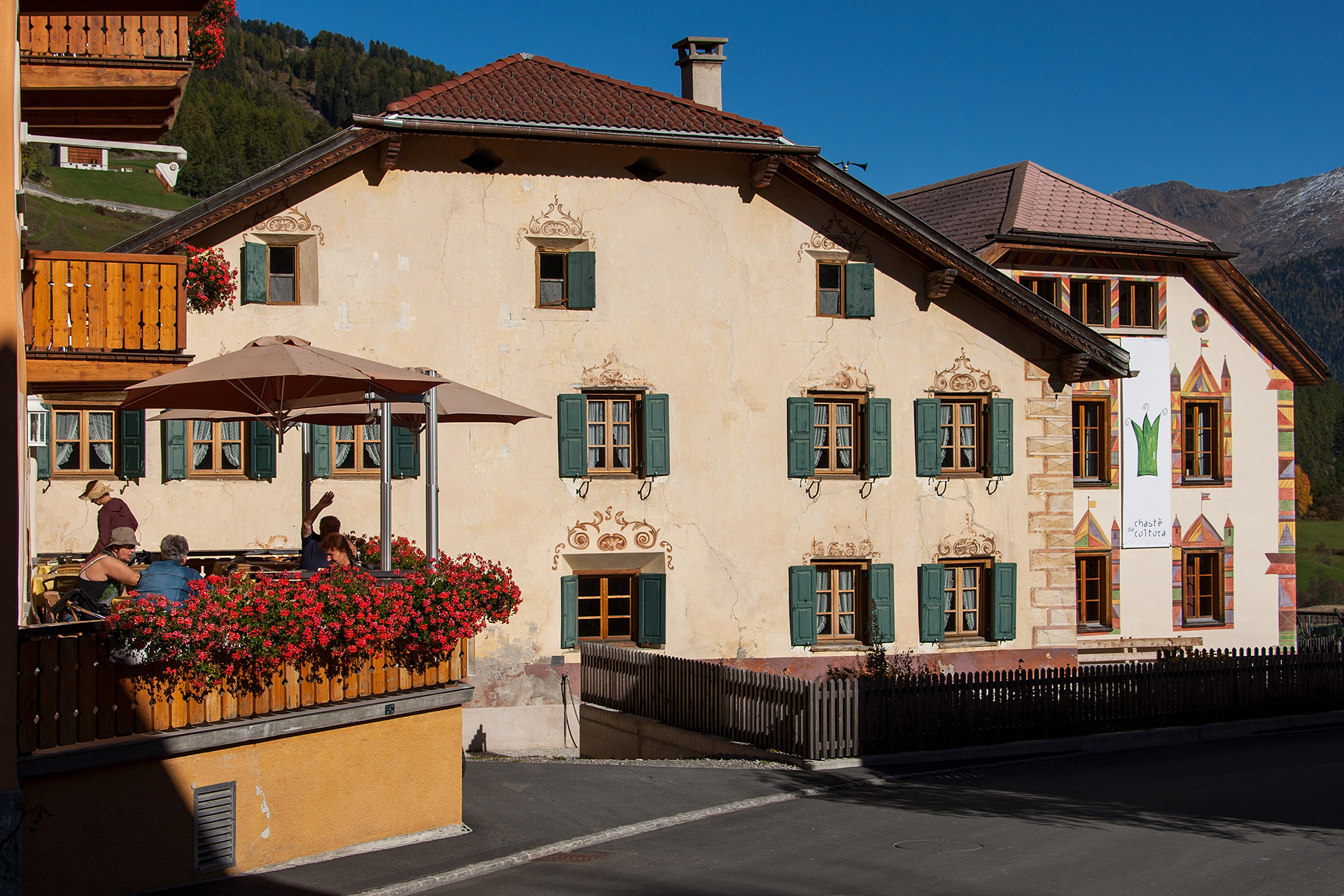
Strassenzeile

Von den Ende 2005 126 Bewohnern waren 120 Schweizer Bürger. Bei der letzten Volkszählung waren 110  Schweizer Staatsangehörige, darunter acht Doppelbürger. Die wenigen Zuwanderer kommen überwiegend aus Italien.

### Persönlichkeiten
- William Wolfensberger (1889–1918), Dichter, Pfarrer, Gemeindepräsident und Ehrenbürger

## Sehenswürdigkeiten

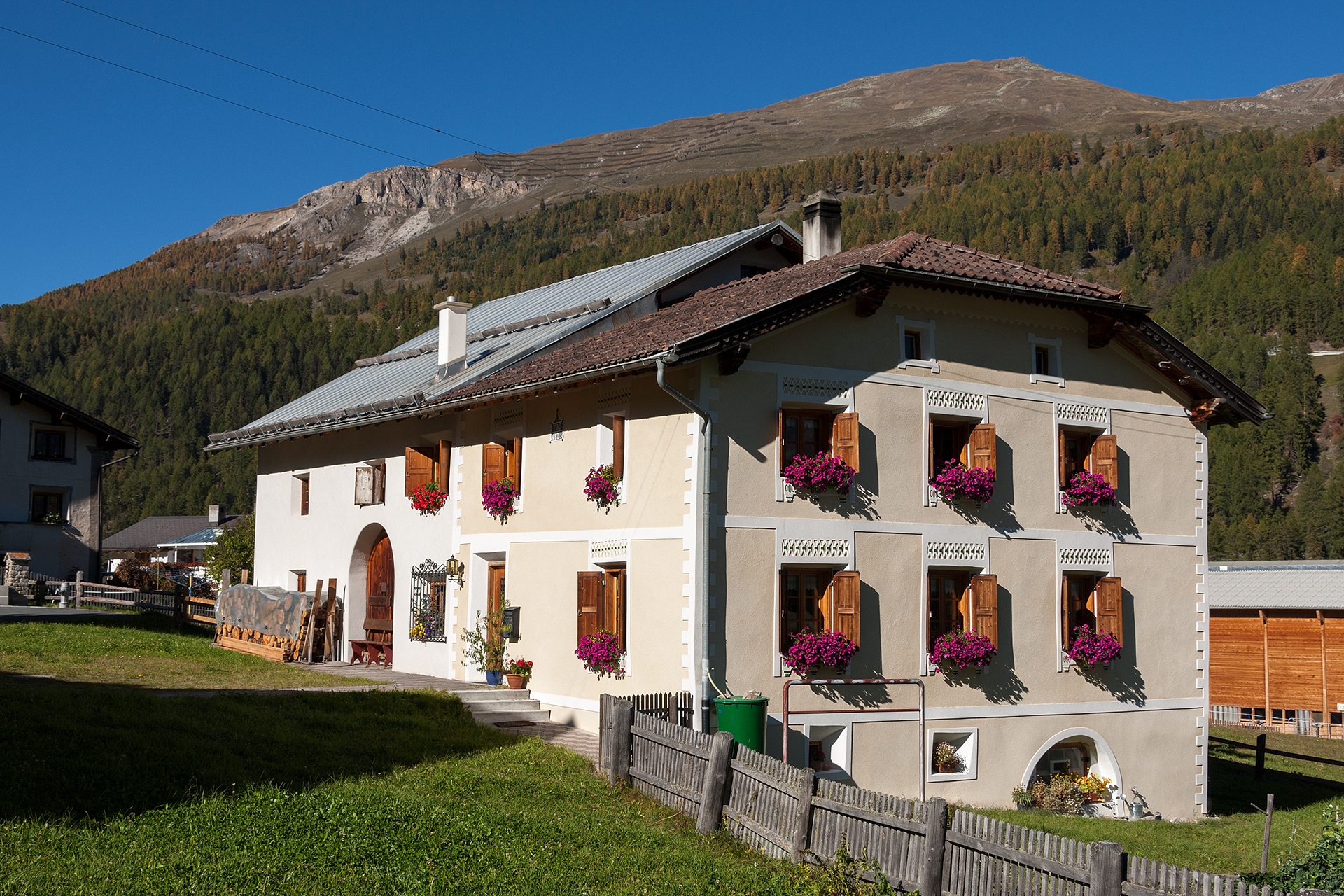
Ortstypisches Haus

Unter Denkmalschutz steht die reformierte Dorfkirche.